# Phrynobatrachus dispar
Phrynobatrachus dispar är en groddjursart som först beskrevs av Peters 1870.  Phrynobatrachus dispar ingår i släktet Phrynobatrachus och familjen Phrynobatrachidae. IUCN kategoriserar arten globalt som livskraftig. Inga underarter finns listade i Catalogue of Life.